# Leopold I. (Belgien)

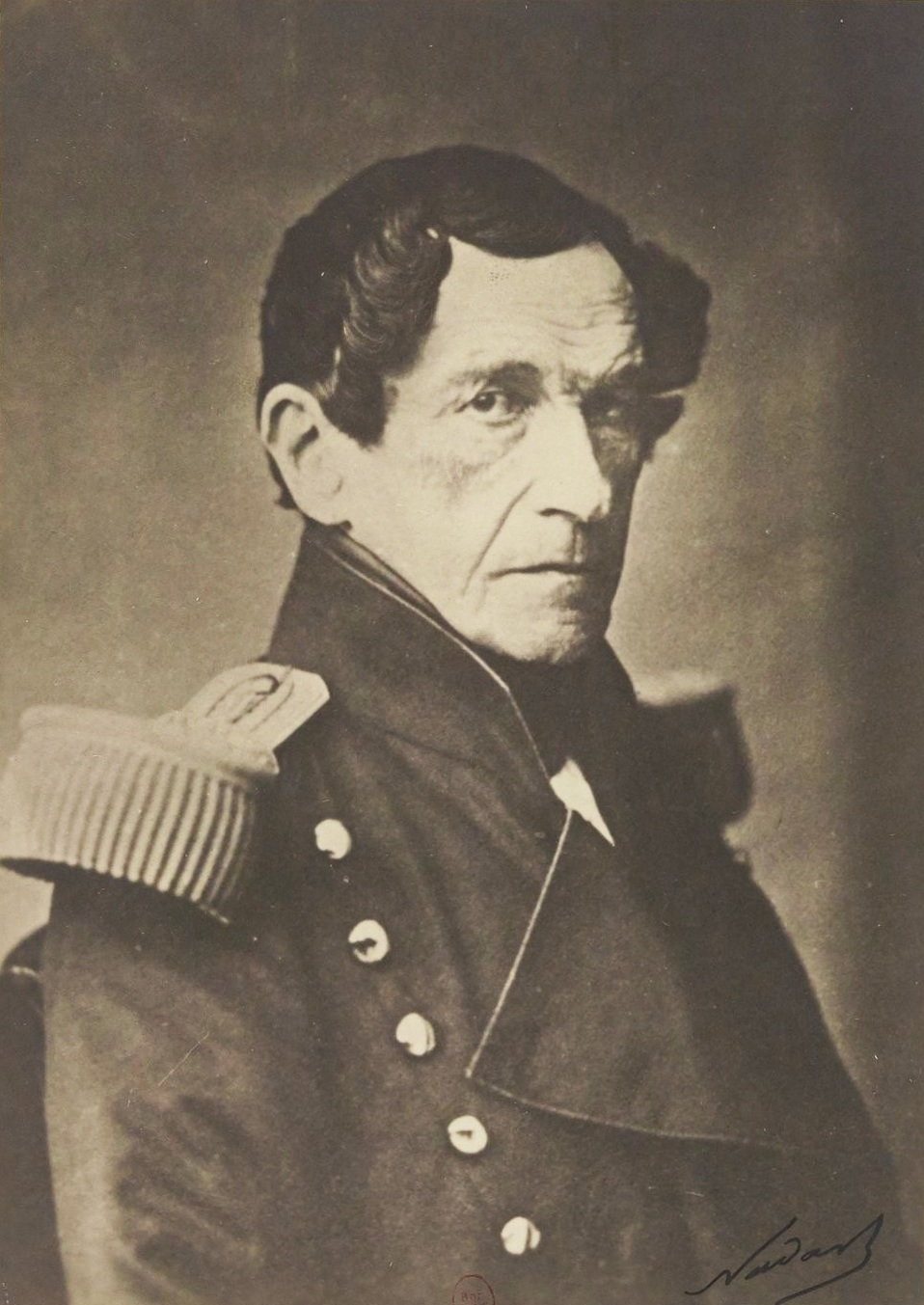
Leopold I. (Foto um 1865)

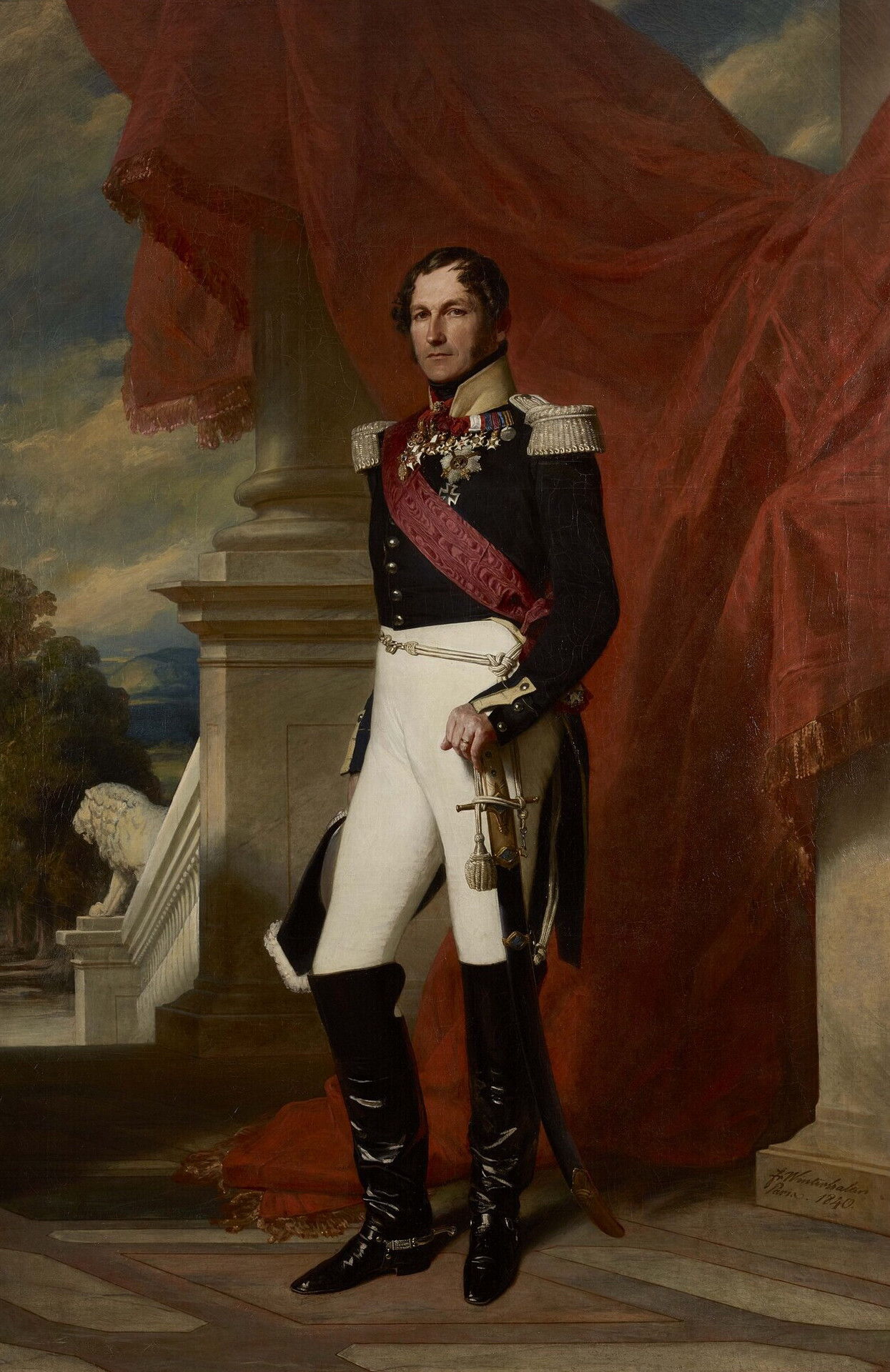
König Leopold I. (Gemälde von Franz Xaver Winterhalter im Roten Empfangszimmer von Schloss Ehrenburg in Coburg)

Leopold I., geboren als Prinz Leopold Georg Christian Friedrich von Sachsen-Coburg-Saalfeld, Herzog in Sachsen (* 16. Dezember 1790 auf Schloss Ehrenburg in Coburg; † 10. Dezember 1865 in Schloss Laken, Laken), war ein Prinz von Sachsen-Coburg-Saalfeld (seit 1826 Sachsen-Coburg und Gotha) und von 1831 bis 1865 der erste König der Belgier.

## Leben

### Prinz von Sachsen-Coburg
Leopold war der jüngste Sohn des Herzogs Franz Friedrich von Sachsen-Coburg-Saalfeld (1750–1806) aus dessen Ehe mit Auguste (1757–1831), einer Tochter von Graf Heinrich XXIV. Reuß zu Ebersdorf. Sein ältester Bruder Ernst folgte 1806 dem Vater als Herzog von Sachsen-Coburg-Saalfeld. Gemeinsam mit diesem versuchte er 1807, von Napoleon eine Entschädigung für die Kriegsschäden, die im neutralen Herzogtum angerichtet worden waren, zu erwirken.

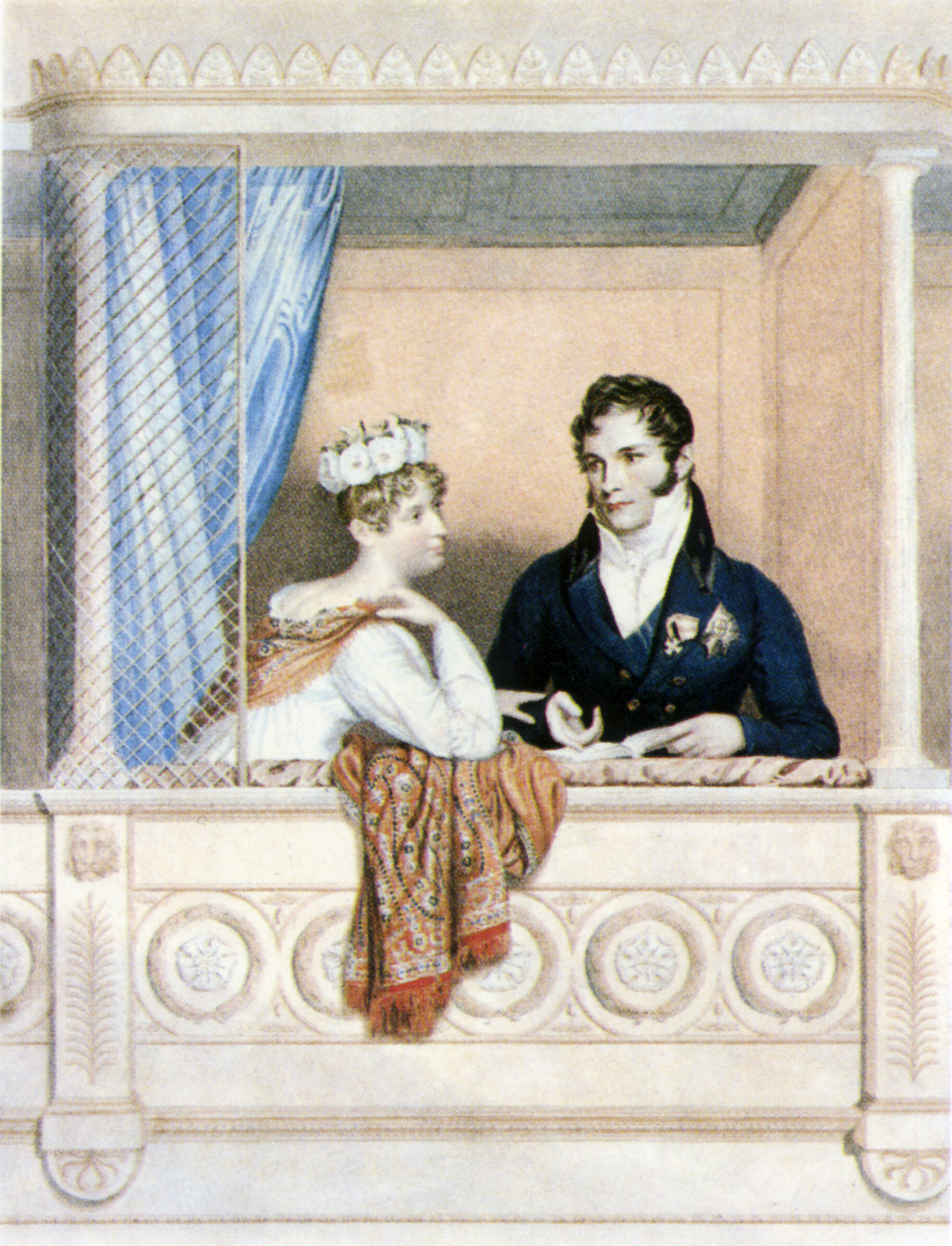
Leopold mit seiner ersten Gemahlin Charlotte Augusta von Wales (nach einem Gemälde von George Dawe, 1817)

Aufgrund der Hochzeit seiner Schwester Juliane mit dem russischen Großfürsten Konstantin Pawlowitsch erhielt er 1797 im Alter von sechs Jahren den nominellen Rang eines Hauptmanns in einem russischen Garderegiment und wurde 1801 zum Obersten in der russischen Armee ernannt. Als das Herzogtum Sachsen-Coburg-Saalfeld 1806 durch napoleonische Truppen erobert wurde, ging er nach Paris. Dort wurde ihm von Napoleon die Position eines Adjutanten angeboten, doch er lehnte ab. 1812 schloss er sich der russischen Armee an und wurde dem Stab seines Schwagers Konstantin zugeteilt. Im Jahr 1816 erreichte er den Rang eines russischen Generalleutnants.
Leopold nahm am Wiener Kongress teil, wo Fürst Metternich einen tiefen Eindruck auf ihn machte. Im Gefolge des Zaren Alexander I. von Russland hielt sich Leopold im Sommer 1814 in London auf, wo er seine künftige Gemahlin kennenlernte. Im Januar 1816 verlobte er sich und am 2. Mai 1816 fand in Carlton House die Hochzeit mit der britischen Thronanwärterin Prinzessin Charlotte Auguste (1796–1817), Tochter des späteren Königs Georg IV. statt. Zeitzeugen beurteilten die Ehe als sehr glücklich.
Am 5. November 1817 erlitt Charlotte eine Totgeburt und starb am darauffolgenden Tag. Damit war die Frage der britischen und hannoverschen Thronfolge wieder völlig offen und die jüngeren Brüder des Prince of Wales begannen hastig, Ehefrauen zu suchen. Leopold arrangierte die Heirat seiner Schwester Victoire mit Eduard August, dem Herzog von Kent und Strathearn, diese Ehe brachte die künftige Königin Victoria hervor. Hätte seine Gemahlin überlebt, wäre Leopold die Rolle zugefallen, die später sein Neffe Albert als Prinzgemahl einnahm. Leopold blieb in beratender Funktion am britischen Hof. Er unterstützte seine Schwester Victoire finanziell und war einer der Erzieher seiner Nichte Victoria, zu der er ein sehr enges Verhältnis entwickelte. Victoria bezeichnete ihn in Briefen stets als geliebten Onkel und Vater. Leopold arrangierte 1840 auch die Ehe zwischen seiner Nichte und seinem Neffen.
Am 2. Juli 1829 heiratete Leopold die Schauspielerin Karoline Bauer, eine Cousine seines Beraters Christian Friedrich von Stockmar. Die Hochzeit wurde jedoch ohne religiöse oder öffentliche Zeremonie begangen und ist deswegen zweifelhaft. Diese Ehe endete laut Aufzeichnungen 1831.
1830 sollte Leopold nach dem dortigen Unabhängigkeitskrieg die griechische Krone verliehen werden. Obwohl dieses Projekt durch die Whigs unterstützt wurde und Leopold bereits über diese Frage mit Ioannis Kapodistrias und Karl Wilhelm von Heideck korrespondierte, lehnte er im Mai 1830 ab. Das Angebot der belgischen Krone erschien Leopold lukrativer.

### König der Belgier

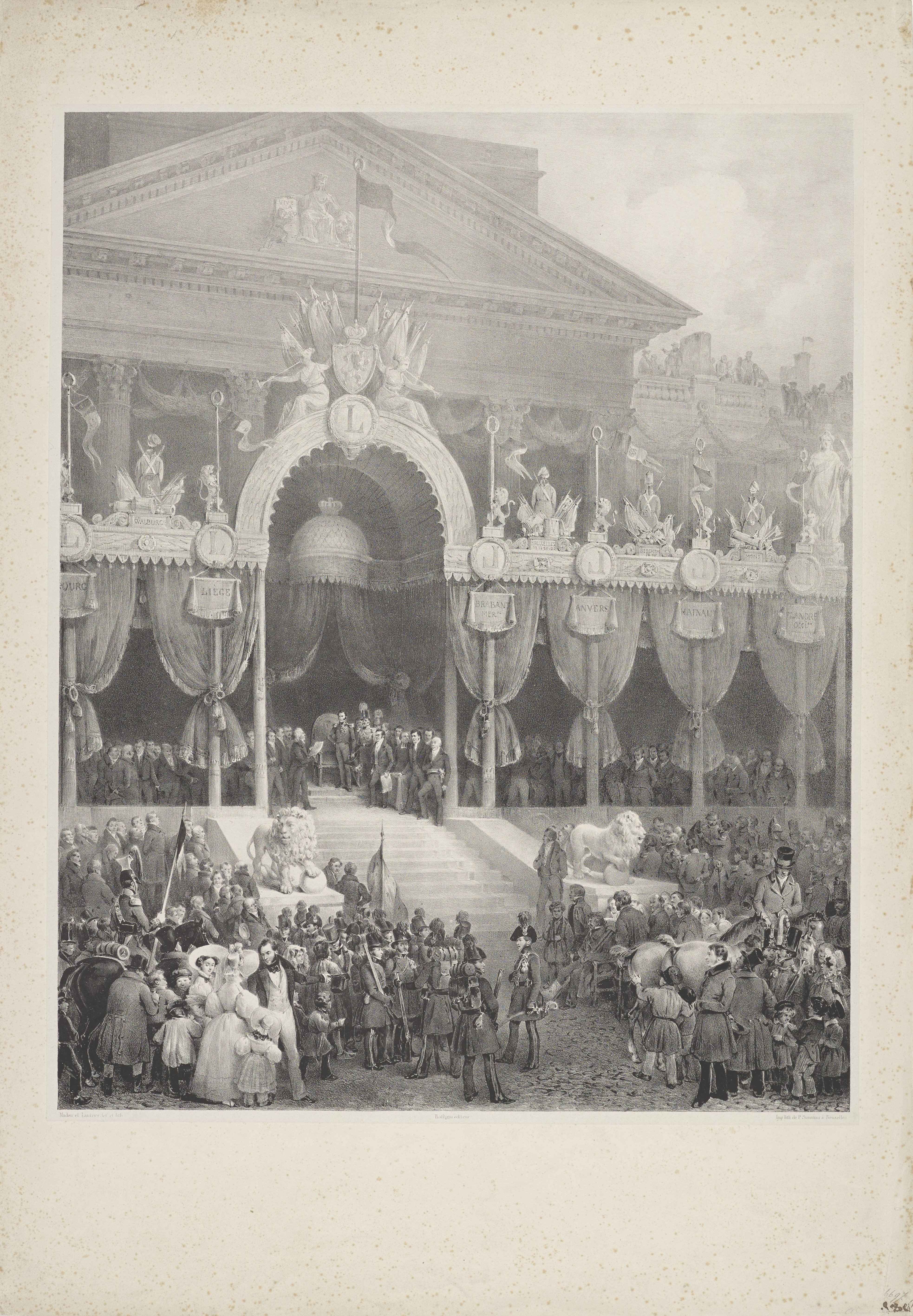
Feierliche Vereidigung von Leopold I. in Brüssel am 21. Juli 1831, Illustration von Jean-Baptiste Madou nach einem Gemälde von Gustave Wappers

Nachdem Belgien am 4. Oktober 1830 die Unabhängigkeit von den Niederlanden verkündete, wurde Leopold vom belgischen Nationalkongress gefragt, ob er König der Belgier werden wolle. Der ursprüngliche Kandidat Louis d’Orléans, duc de Nemours wurde fallengelassen, nachdem London heftig interveniert hatte.
Am Strand von De Panne betrat Leopold am 17. Juli 1831 das Land, das sein Königreich sein sollte. Am 21. Juli 1831 legte Leopold den Eid auf die Verfassung ab; seit 1890 ist dieses Datum der belgische Nationalfeiertag. Nur knapp zwei Wochen später überfielen niederländische Truppen Belgien im Zehn-Tage-Feldzug. Zu einer weiteren kriegerischen Auseinandersetzung kam es Ende 1832 bei der Belagerung von Antwerpen, bevor schließlich 1839 mit dem Vertrag von London die belgische Unabhängigkeit von beiden Staaten sowie den europäischen Großmächten vertraglich festgelegt wurde.
Die sehr liberale Verfassung Belgiens empfand der Metternich-Anhänger und Monarchist Leopold als Unsinn. Innenpolitisch konnte Leopold den katholisch-liberalen Unionismus im Laufe der Jahre nicht aufrechterhalten. Zu den einflussreichsten Männern im neuen Königreich gehörte Christian Friedrich von Stockmar, den Leopold aus Coburg mitgebracht hatte.
In der Außenpolitik setzte sich Leopold in der Deutschen Frage für eine Verständigung Österreichs und Preußens ein. Er förderte das Eheprojekt der britischen Prinzessin Victoria mit dem preußischen Thronfolger Friedrich Wilhelm und hielt an der unbedingten Neutralitätspolitik Belgiens fest. Ausdruck seiner ausgleichenden Politik mit Frankreich war seine offiziell zweite Ehe mit Prinzessin Louise von Orléans (1812–1850), einer Tochter von König Ludwig Philipp von Frankreich, die er am 9. August 1832 in Compiègne ehelichte. Leopold blieb Protestant, seine Frau Louise war jedoch wie die große Mehrheit der Belgier Katholikin, weshalb auch die Kinder im katholischen Glauben erzogen wurden.

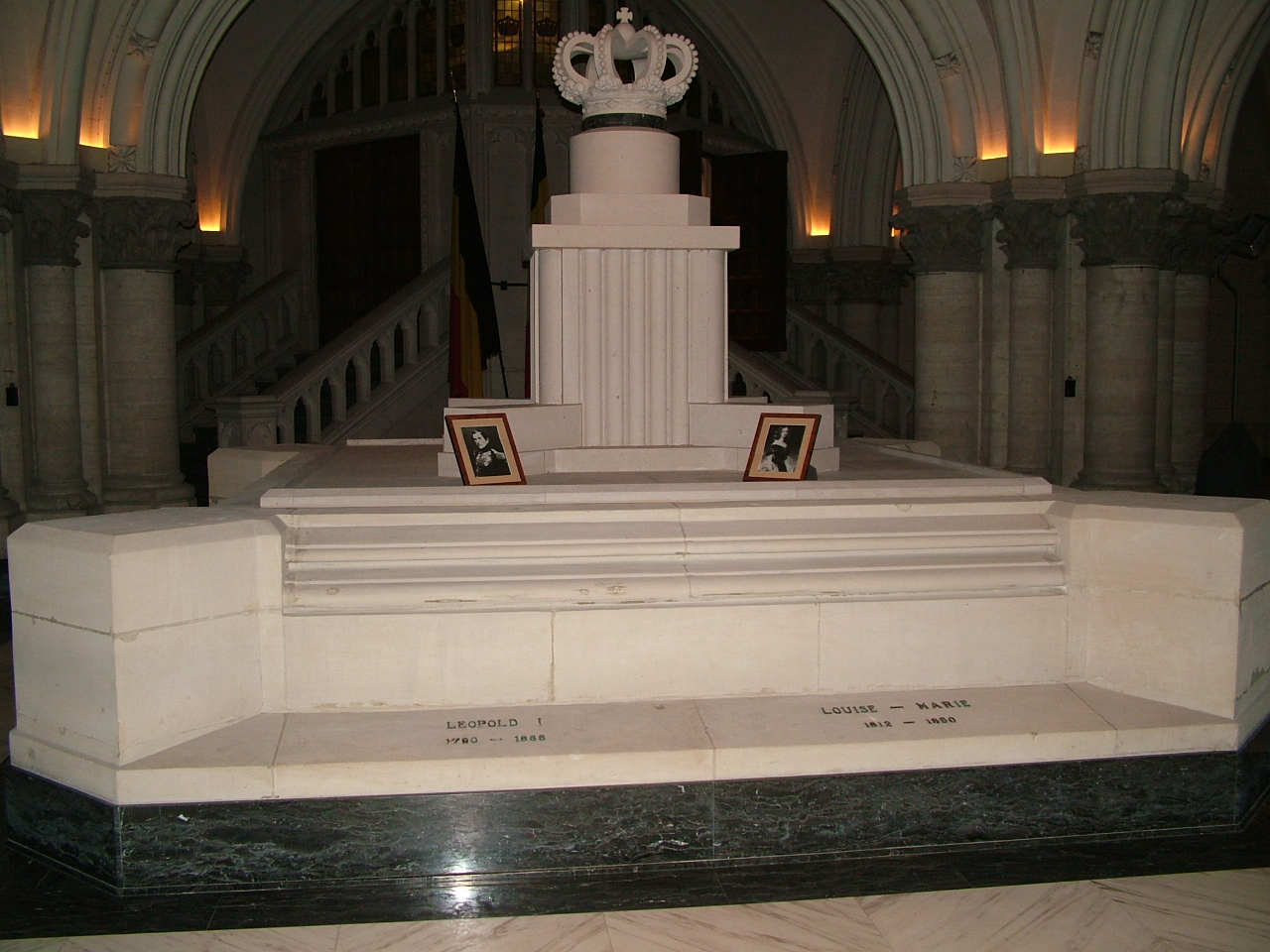
Grabstätte König Leopolds I.

Leopold veranlasste den Bau der ersten rein dampfbetriebenen Eisenbahnlinie auf dem europäischen Festland zwischen Brüssel und Mechelen, die am 5. Mai 1835 eröffnet wurde.
König Leopold I. wird allgemein als bau- und modernisierungswütig beschrieben. Doch durch die andauernden Streitigkeiten mit den Niederlanden nach dem belgisch-niederländischen Scheidungsvertrag – wodurch die Schelde als Zugang zum Antwerpener Hafen und zu den belgischen Binnenwasserwegen zeitweise blockiert war – brauchte Belgien dringend Verkehrswege, um eine weiter fortschreitende Industrialisierung in Gang zu halten. Der später – im Vergleich zum übrigen Festland des europäischen Kontinents – rasch fortschreitende Bahnausbau im Königreich stand im direkten Zusammenhang mit der belgischen Unabhängigkeit 1830. Es konnte vermieden werden, dass der Waren- und Gütertransport zwischen dem heute noch wichtigen Hafen von Antwerpen und dem Nachbarland Deutschland stagnierte und von Umwegen über die Wasserwege und die unkooperativen Niederlande abgesehen werden.

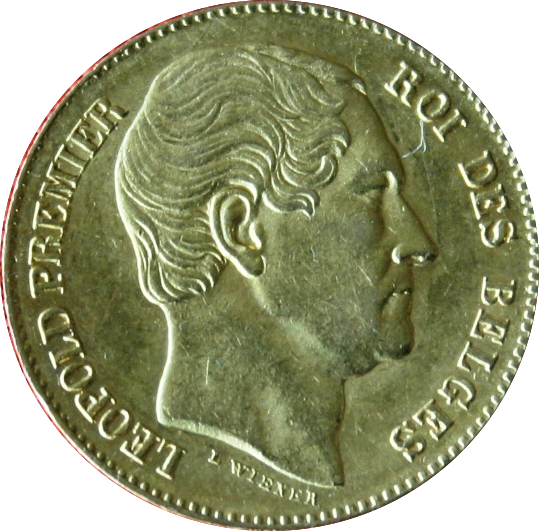
20 Francs Goldmünze von 1865 mit dem Konterfei von Leopold I.

1841 gründete Leopold die Compagnie Belge de Colonisation; Koloniegründungen in Santo Tomás de Castilla (Guatemala) und Rio Nunez (Guinea) oder die Übernahme der Republik Texas und des Königreichs Hawaiʻi (durch die Ladd Company) scheiterten jedoch, spätestens 1855 wurden alle Kolonialpläne aufgegeben.
1842 versuchte er ein Gesetz durchzusetzen, das die Arbeit von Frauen und Kindern regeln sollte, doch fand er keine parlamentarische Mehrheit dafür. Durch seine konsequent nationale Politik erwarb sich Leopold den Ruf eines Pater patriae. Leopold I. wurde in der Krypta der Liebfrauenkirche in Laeken bestattet. Aufgrund einer von Leopold selbst bestimmten Wartefrist von einer Woche erfolgte die Beerdigung erst am 16. Dezember 1866.

### Freimaurer
Leopold I. war aktiver und bekennender Freimaurer. 1813 war er in die Loge Hoffnung in Bern aufgenommen worden. In Belgien war er maßgeblich an der Schaffung der Großloge Grand Orient de Belgique (1833) beteiligt und legte die Basis für das spätere Logenwesen. Im Antwerpener Hauptbahnhof ist zum Andenken an sein freimaurerisches Wirken die Bahnhofsuhr wie eine Logenuhr gestaltet.

## Nachkommen

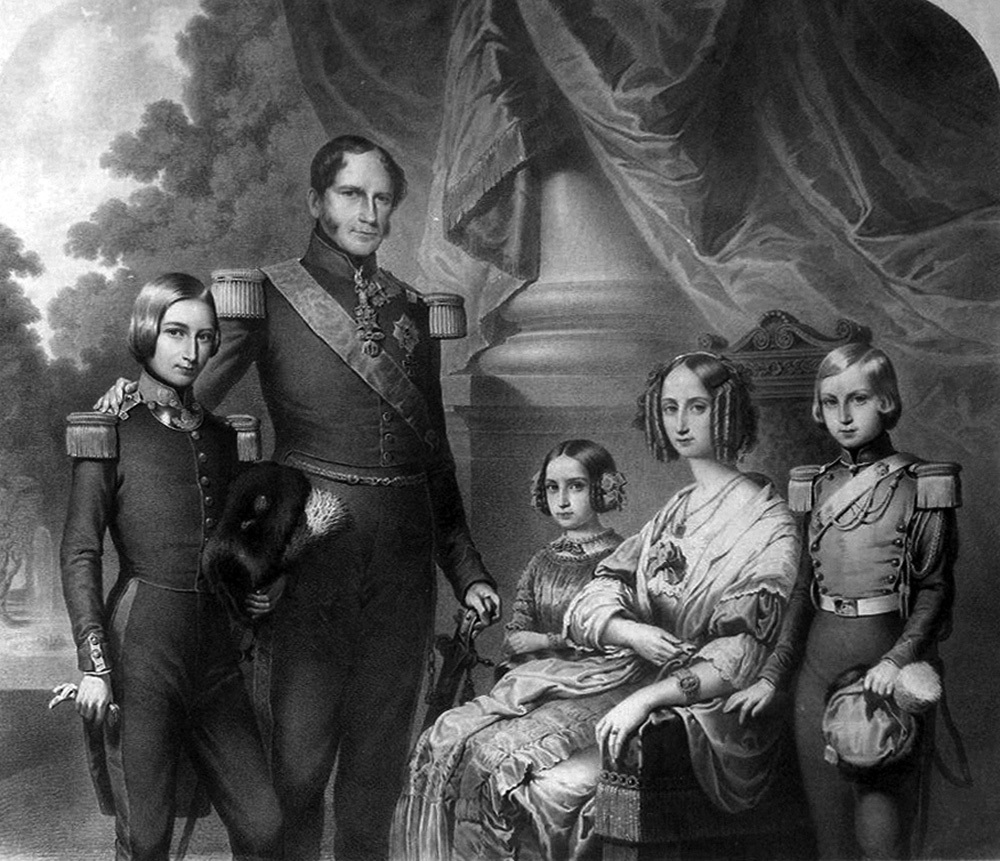
Leopold I. im Kreise seiner Familie

Aus der Verbindung Leopolds mit Louise d’Orléans gingen vier Kinder hervor:
- Louis Philippe (1833–1834)
- Leopold (1835–1909), als Leopold II. König der Belgier, ⚭ 1853 Marie Henriette von Österreich
- Philipp (1837–1905) ⚭ 1867 Maria Luise von Hohenzollern-Sigmaringen
- Charlotte (1840–1927) ⚭ 1857 Maximilian I. von Mexiko

Aus der Verbindung mit Arcadie geb. Claret, seit 1863 Baronin von Eppinghoven (* 30. Mai 1826 in Brüssel; † 13. Januar 1897 in Langenfeld (Rheinland), Schloss Katzberg), seit 1844 die Geliebte des Königs, gingen zwei Kinder hervor.
- Georges-Frédéric von Eppinghoven (* 14. November 1849 in Lüttich; † 3. Februar 1904 in Langenfeld (Rheinland))
- Arthur von Eppinghoven (* 25. September 1852 in Laeken; † 9. November 1940 in Etterbeek)

## Anrede, Titel und Wappen
- 16. Dezember 1790 – 12. November 1826: Seine Durchlaucht Prinz Leopold von Sachsen-Coburg-Saalfeld, Herzog in Sachsen
- 12. November 1826 – 4. Juni 1831: Seine Durchlaucht Prinz Leopold von Sachsen-Coburg und Gotha, Herzog in Sachsen
- 4. Juni 1831 – 10. Dezember 1865: Seine Majestät der König der Belgier

## Ehrungen

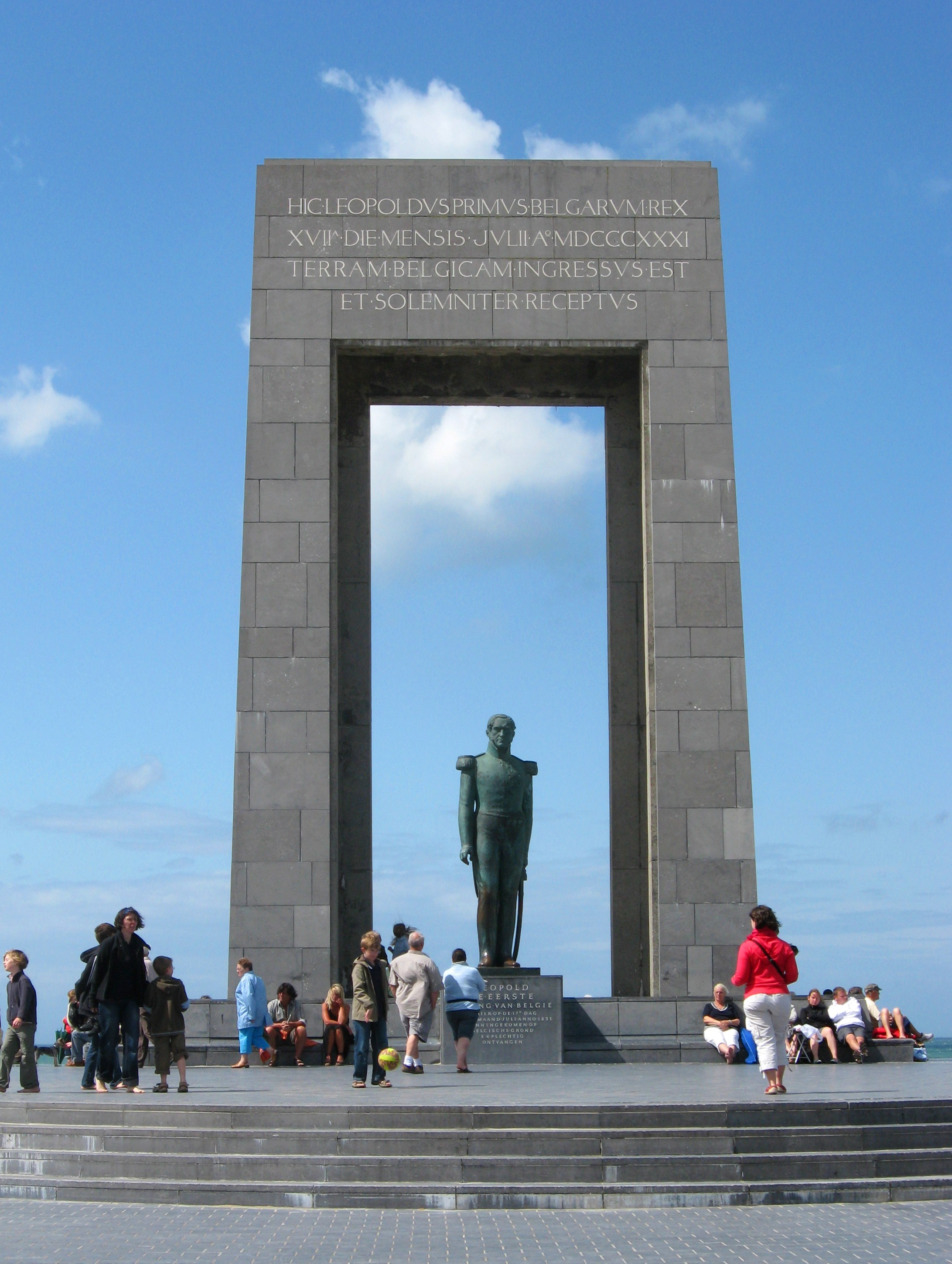
Leopoldmonument in De Panne

- 1820 wurde er zum Ehrenmitglied (Honorary Fellow) der Royal Society of Edinburgh gewählt.[21]
- 1958 wurde in De Panne, wo er am 17. Juli 1831 belgischen Boden betrat, nach einem Entwurf von René Cliquet (1899–1977) das Leopoldmonument errichtet.
- Die Insel Coburg Island der Königin-Elisabeth-Inseln ist nach ihm benannt.
- Die Pflanzengattungen Coburgia Herb. und Leopoldia Herb. aus der Familie der Amaryllisgewächse (Amaryllidaceae) sind ihm zu Ehren benannt worden.[22]